# 薩爾姆-薩爾姆
薩爾姆-薩爾姆（Salm-Salm）是德國歷史上的一個邦國，由薩爾姆家族統治。

薩爾姆-薩爾姆家徽

第一位薩爾姆-薩爾姆親王是尼庫勞斯·利奧波德，他在1739年受皇帝查理六世晉升為帝國親王。

## 親王
1. 尼庫勞斯·利奧波德，1739－1770
2. 路德維希，1770－1778
3. 康斯坦丁，1778－1828
4. 弗洛倫汀，1828－1846
5. 阿爾弗雷德·康斯坦丁，1846－1886
6. 利奧波德，1886－1908
7. 阿爾弗雷德，1908－1918